# Tuzamapan (Veracruz)
Tuzamapan es una localidad del estado mexicano de Veracruz. Es parte del municipio de Coatepec.

## Toponimia
El nombre «Tuzamapan» proviene de los términos en náhuatl tuzan, tuza; atl, río; pan, locativo. Su significado es «en el río de las tuzas».

## Demografía
| Gráfica de evolución demográfica |
|                                  |

| Censo | Población |
| ----- | --------- |
| 1900  | 794       |
| 1910  | 1 250     |
| 1921  | 1 259     |
| 1930  | 2 004     |
| 1940  | 2 470     |
| 1950  | 3 038     |
| 1960  | 2 614     |
| 1970  | 3 486     |
| 1980  | 5 911     |
| 1990  | 5 814     |
| 1995  | 6 602     |
| 2000  | 6 424     |
| 2005  | 6 824     |
| 2010  | 7 522     |
| 2020  | 8 300     |